# Liste der Grafen von Artois

Das Wappen der Grafschaft Artois

In der Liste der Grafen von Artois sind die Inhaber der Herrschaft über das mittelalterliche französische Feudalterritorium Artois aufgeführt.
Die historische Provinz Artois ging aus dem alten römischen pagus Atrebatensis hervor, benannt nach dem belgischen Volksstamm der Atrebaten, welches seit der fränkischen Reichsteilung von Verdun 843 dem westfränkischen Reich angehörte. Im frühen 10. Jahrhundert war das Artois zwischen den mächtigen Grafen von Flandern und Vermandois umkämpft, wobei sich allerdings Flandern 932 dauerhaft in der Region festsetzen konnte.
Anlässlich ihrer Hochzeit mit König Philipp II. August im Jahr 1180 erhielt Isabella von Hennegau das Artois von ihrem Onkel, Graf Philipp I. von Flandern, als Mitgift überreicht. Nach Isabellas Tod 1190 ging ihr Erbe auf ihren Sohn, dem unmündigen Kronprinzen Ludwig VIII. den Löwen über. Dessen Vater geriet gegen die Grafen von Flandern in langwierige Streitereien um die Besitzrechte auf das Artois, im Vertrag von Péronne (1200) trat der König den Norden des Artois schließlich an Flandern ab. Prinz Ludwig erzwang allerdings 1212 von Gräfin Johanna die Herausgabe des betroffenen Gebiets, aber erst nach der Schlacht bei Bouvines 1214 konnte er das Erbe seiner Mutter endgültig für sich sichern.
Mit der Thronbesteigung Ludwigs VIII. im Jahr 1223 wurde das Artois mit der Krondomäne vereint. Aber in seinem Testament aus dem Jahr 1226 verfügte Ludwig VIII. die Belehnung seines jüngeren Sohnes Robert mit dem Artois, die 1237 erfolgte.

## Liste der Grafen

### Grafen von Arras
- Egfrid ?–892
- Balduin der Kahle 892–899 (Graf von Flandern)
- Altmar 899–907/923
- Adalhelm 907/923–932, dessen Sohn

### Grafen von Artois
| Name | Regierungszeit | Verwandtschaft                          | Anmerkungen |
| --- | -------------- | --------------------------------------- | --- |
| Haus Artois (Kapetinger) |                |                                         | |
| Robert I. der Tapfere | 1237–1250      | Sohn König Ludwigs VIII. von Frankreich | |
| Robert II. der Edle | 1250–1302      | Sohn seines Vorgängers                  | |
| Robert III. | 1302–1309      | Enkel seines Vorgängers                 | zugunsten seiner Tante abgesetzt                                                                                          |
| Mathilde | 1309–1329      | Tochter von Robert II.                  | Ehefrau von Pfalzgraf Otto IV. von Burgund                                                                                |
| Haus Chalon |                |                                         | |
| Johanna I. | 1329–1330      | Tochter ihrer Vorgängerin               | Pfalzgräfin von Burgund als Johanna II. Königin von Frankreich als Ehefrau König Philipps V.                              |
| Kapetinger |                |                                         | |
| Johanna II. | 1330–1347      | Tochter ihrer Vorgängerin               | Pfalzgräfin von Burgund als Johanna III. Ehefrau von Herzog Odo IV. von Burgund                                           |
| Haus Burgund |                |                                         | |
| Philipp I. von Rouvres | 1347–1361      | Sohn seiner Vorgängerin                 | Herzog und Pfalzgraf von Burgund                                                                                          |
| Kapetinger |                |                                         | |
| Margarete I. | 1361–1382      | Tochter von Johanna II.                 | Pfalzgräfin von Burgund Ehefrau von Graf Ludwig I. von Flandern                                                           |
| Haus Dampierre |                |                                         | |
| Ludwig von Male | 1382–1384      | Sohn seiner Vorgängerin                 | Pfalzgraf von Burgund Graf von Flandern als Ludwig II.                                                                    |
| Margarete II. | 1384–1405      | Tochter ihres Vorgängers                | Pfalzgräfin von Burgund Gräfin von Flandern als Margarete III. Ehefrau der Herzöge Philipp I. und Philipp II. von Burgund |
| Haus Valois-Burgund |                |                                         | |
| Johann Ohnefurcht | 1405–1419      | Sohn seiner Vorgängerin                 | Herzog und Pfalzgraf von Burgund                                                                                          |
| Philipp II. der Kühne | 1419–1467      | Sohn seiner Vorgängerin                 | Herzog und Pfalzgraf von Burgund als Philipp III.                                                                         |
| Karl der Kühne | 1467–1477      | Sohn seines Vorgängers                  | Herzog und Pfalzgraf von Burgund                                                                                          |
| Maria | 1477–1482      | Tochter ihres Vorgängers                | Herzogin und Pfalzgräfin von Burgund Ehefrau des Erzherzogs und späteren Kaisers Maximilian I.                            |
| Habsburger |                |                                         | |
| Philipp I. der Schöne | 1482–1506      | Sohn seiner Vorgängerin                 | König von Kastilien |
| Karl V./I. | 1506–1556      | Sohn seines Vorgängers                  | römisch-deutscher Kaiser König von Spanien                                                                                |
| Philipp II. | 1556–1598      | Sohn seines Vorgängers                  | König von Spanien |
| Philipp III. | 1598–1621      | Sohn seines Vorgängers                  | König von Spanien |
| Philipp IV. | 1621–1659      | Sohn seines Vorgängers                  | König von Spanien |
| Im 1659 zwischen Spanien und Frankreich ausgehandelten Pyrenäenfrieden wurde das Artois an Frankreich zurückerstattet und mit dessen Krondomäne vereint. |                |                                         | |

Weitere Verwendung des Titels:
- Charles Philippe de Bourbon, der spätere König Karl X. (1824–1830), erhielt nach seiner Geburt 1757 den Titel eines Comte d'Artois verliehen